# Robin Swicord
Robin Swicord (* 1952 in Columbia, South Carolina) ist eine amerikanische Drehbuchautorin und Regisseurin.

## Leben
Robin Swicord ist eine vielbeschäftigte Drehbuchautorin. So schrieb sie das Drehbuch für den oscarprämierten Film Die Geisha (Memoirs of a Geisha). Weitere Drehbücher schrieb sie für Matilda, Betty und ihre Schwestern, Zauberhafte Schwestern, The Perez Family und Shag.
Ihr Debüt als Regisseurin gab sie 1993 in dem Kurzfilm The Red Coat, für den sie ebenfalls das Drehbuch schrieb. Internationale Bekanntheit als Regisseurin erlangte sie durch den 2007 gedrehten Film Der Jane Austen Club nach der Bestseller-Romanvorlage von Karen Joy Fowler aus dem Jahr 2004, für den sie ebenfalls das Drehbuch schrieb. Robin Swicord zeichnet zusammen mit Kollegen Eric Roth für das Drehbuch des 2009 in den deutschen Kinos angelaufenen Filmes Der seltsame Fall des Benjamin Button verantwortlich, der von Regisseur David Fincher nach einer Kurzgeschichte von F. Scott Fitzgerald in Szene gesetzt wurde und 2009 für 13 Oscars nominiert ist.
Robin Swicord, deren Vater bei der US-Navy in Korea diente, studierte Englisch und Theater an der Florida State University in Tallahassee. Seit 1984 ist sie mit dem Drehbuchautor Nicholas Kazan verheiratet. Der Ehe entstammen zwei Töchter, von denen eine die Schauspielerin Zoe Kazan ist. Ihr Schwiegervater war der international bekannte Regisseur Elia Kazan.

## Filmografie
- 1980: Solo für zwei Superkiller (Cuba Crossing)
- 1987: You Ruined My Life – Ein Girl sahnt ab (You Ruined My Life)
- 1989: Shag
- 1993: The Red Coat (Regiedebüt)
- 1994: Betty und ihre Schwestern (Little Women)
- 1995: The Perez Family
- 1996: Matilda
- 1998: Zauberhafte Schwestern (Practical Magic)
- 2005: Die Geisha (Memoirs of a Geisha)
- 2007: Der Jane Austen Club (The Jane Austen Book Club, auch Regie)
- 2008: Der seltsame Fall des Benjamin Button (The Curious Case of Benjamin Button)
- 2016: Wakefield – Dein Leben ohne dich (Wakefield, auch Regie)
- 2019: Little Women